# グスタフ・ヴェルトハイマー
グスタフ・ヴェルトハイマー（Gustav Wertheimer、1847年1月28日 - 1902年8月24日）は、オーストリアの画家。

## 略歴
ヴェルトハイマーはヨーゼフ・フォン・フューリッヒのもと、ウィーン美術アカデミーで美術を学び、1870年5月10日以降は、ミュンヘン美術院でヴィルヘルム・フォン・ディーツに学んだ。卒業後は、ミュンヘンで活動した。1873年に開催されたウィーン万国博覧会では、初めての大作の歴史画「火災の中のネロ」を発表した。1881年、ヴェルトハイマーはパリに居を移し、一生をそこで過ごした。
彼が最も名声を得たのはパリだった。1886年にパリのサロンにライオンを描いた作品を出展し注目された。アムステルダム、ロンドン、ニューオーリンズ、パリの展覧会に作品が展示され、多くのメダルや賞が授与された。彼はまた、1889年と1900年にパリ万国博覧会で名誉賞を受賞した。象徴主義のアーティストが出展した1897年の「薔薇十字サロン」にも出展した。

## 作品

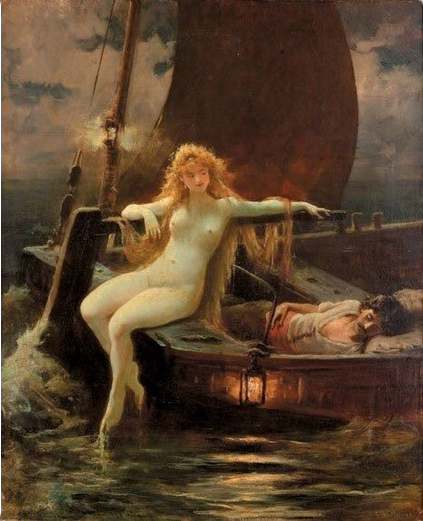
『魅惑の睡眠』
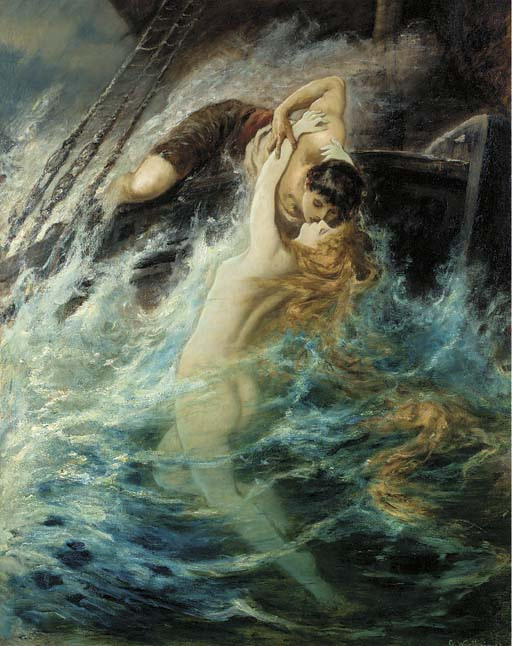
『サイレーンのキス』
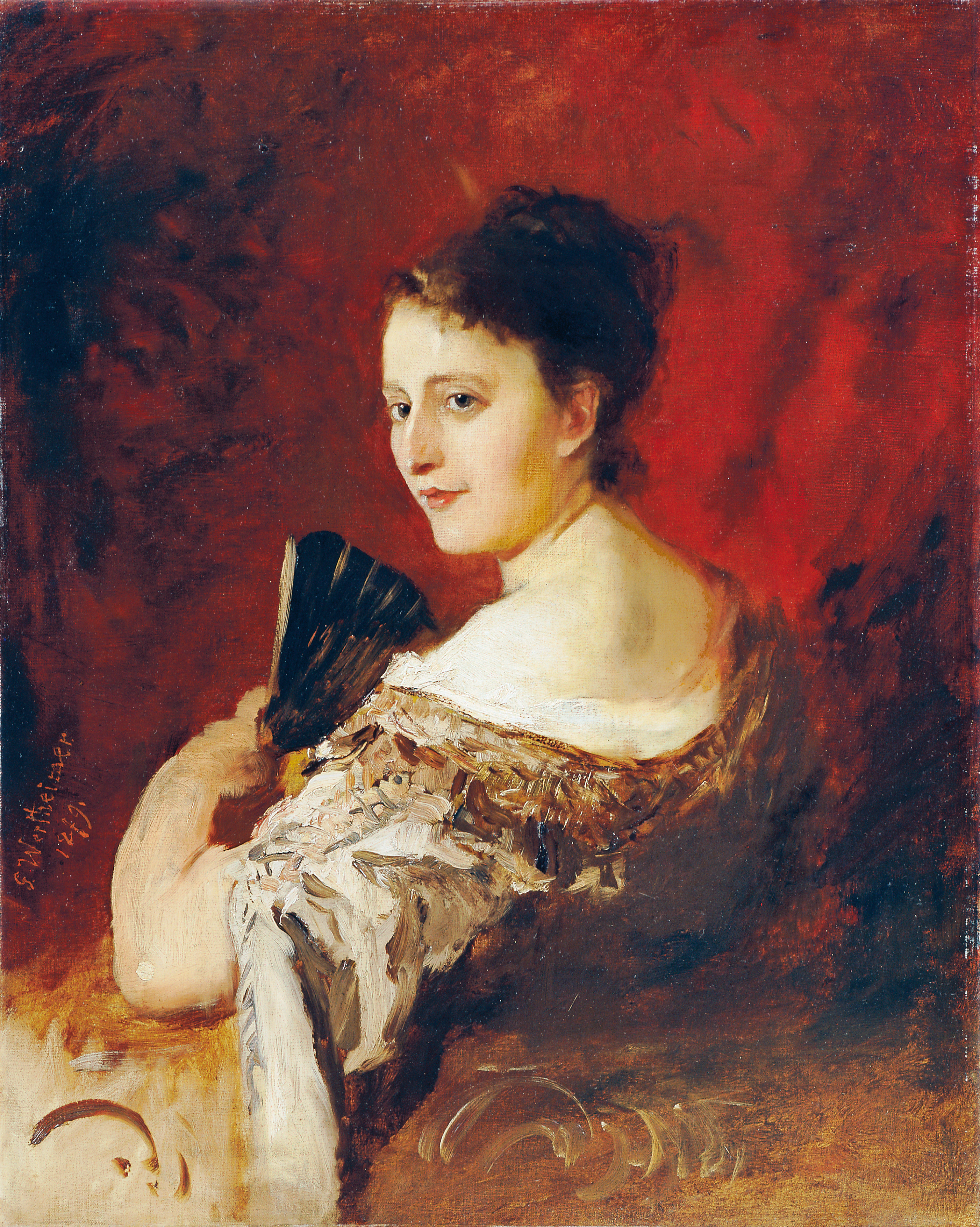
肖像画

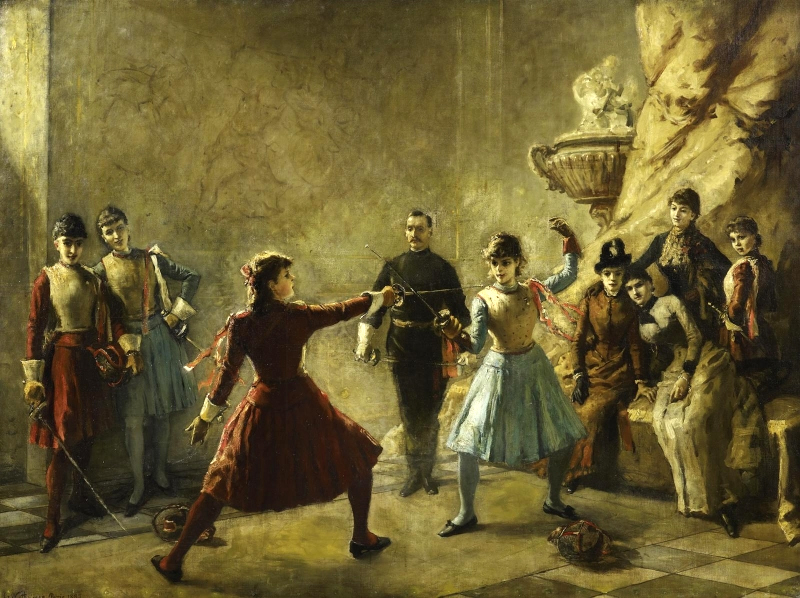
『女性のフェンシング練習』
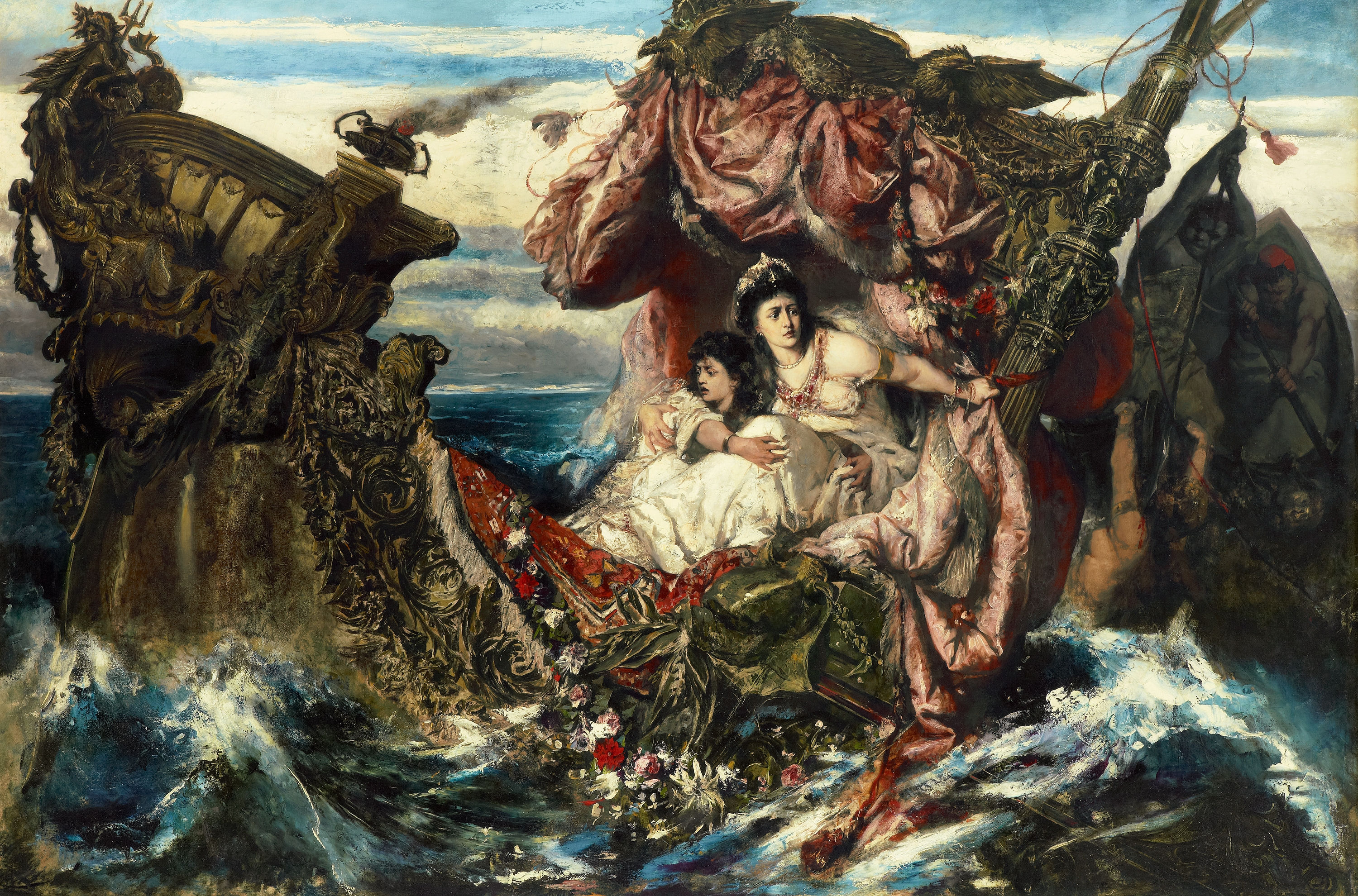
小アグリッピナの難破
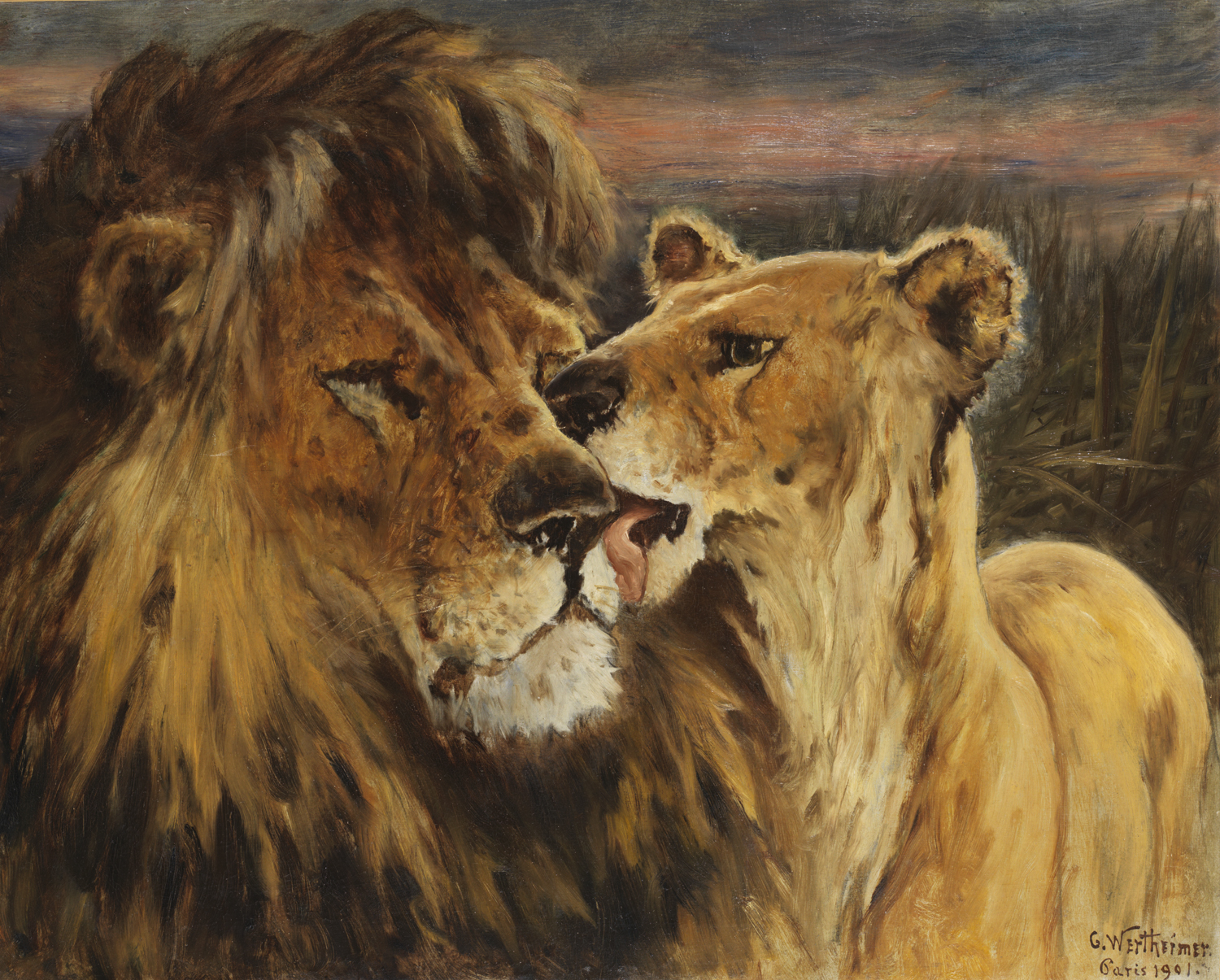
雌雄のライオン